# 下水內郡
下水內郡（日语：／ Shimominochi gun */?）是長野縣的一郡。
現管轄有以下1村。
- 榮村